# Lev Davidovič Landau
Lev Davidovič Landau [lév davídovič landáu] (rusko Лев Дави́дович Ланда́у), ruski fizik, Baku, Ruski imperij (sedaj Azerbajdžan), * 22. januar (9. januar, ruski koledar) 1908, † 1. april 1968, Moskva, Sovjetska zveza (sedaj Rusija).
Landau je leta 1962 prejel Nobelovo nagrado za fiziko »za pionirske teorije zgoščene snovi in še posebej za teorijo kapljevinskega helija.«
Pokopan je na moskovskem pokopališču Novodeviči.
1. 1 2  data.bnf.fr: platforma za odprte podatke — 2011.
2. 1 2 3  Record #118569066 // Gemeinsame Normdatei — 2012—2016.